# Bedotia
Bedotia – rodzaj ryb aterynokształtnych z rodziny Bedotiidae. Są endemitami Madagaskaru. Wcześniej zaliczane były do tęczankowatych.

## Klasyfikacja
Gatunki zaliczane do tego rodzaju:
- Bedotia albomarginata
- Bedotia alveyi
- Bedotia geayi – aterynka madagaskarska[3], bedocja[4], bedocja madagaskarska[5], bedocja czarnopręga[6]
- Bedotia leucopteron
- Bedotia longianalis
- Bedotia madagascariensis
- Bedotia marojejy
- Bedotia masoala
- Bedotia tricolor